# کاندولا (شاه لیدیه)

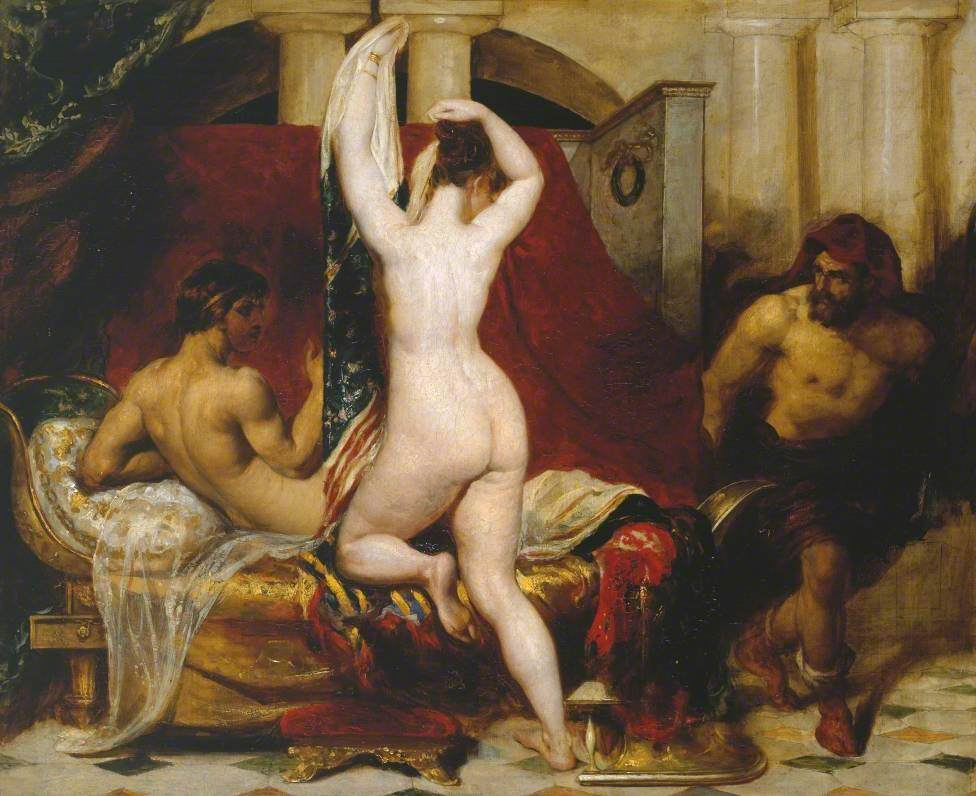
کاندولا، پادشاه لیدیه، همسر خود را پنهانی به گیگس، در حالی که با او به رختخواب می‌رود، نشان می‌دهد. این تصویر داستان هرودوت از این دو است که توسط ویلیام اتی به تصویر کشیده شده‌است.

کاندولا (به یونانی: Κανδαύλης)، که سادیارتس نیز نامیده شده، پادشاه لیدیه در سال‌های آغازین سده هفتم پیش از میلاد بود. به نوشته هرودوت، او به عنوان بیست و دومین پادشاه سلسله هراکلیدای، جانشین پدرش ملس شد. او سرانجام کشته شد و ژیگس به عنوان بنیانگذار سلسله مرمناد بر تخت سلطنت لیدیه نشست.
چندین داستان از چگونگی سقوط سلسله هراکلیدای‌ها و مرگ کاندولا و همچنین بنیانگذاری سلسله مرمناد توسط نویسندگان مختلف در طول تاریخ، که عمدتاً هم به شکل اسطوره‌ای، نقل شده‌است وجود دارد. در نوشته‌های افلاطون، ژیگس از یک حلقه جادویی برای نامرئی شدن و غصب تاج و تخت استفاده کرد، ابزاری که در طول تاریخ در اسطوره‌ها و آثار داستانی متعددی ظاهر شد. اما اولین و قدیمی‌ترین داستان، که توسط هرودوت در قرن پنجم پیش از میلاد نقل شده‌است، نشان می‌دهد که کاندولا به واسطه خیانت همسر و محافظ خود (ژیگس) به قتل رسیده‌است.

## کاندولا، ژیگس و ملکه برهنه به روایت هرودوت
به نوشته هرودوت، کاندولا معتقد بود که همسرش زیباترین زن روی زمین است. هرودوت از ملکه نامی نمی‌برد، اما نویسندگان پس از وی او را "نیسیا" نامیده‌اند.
پادشاه کاندولا اغلب به محافظ مورد علاقه‌اش، ژیگس، می‌گفت که ملکه چقدر زیباست و چون فکر می‌کرد که ژیگس سخنان او را باور نمی‌کند، از ژیگس می‌خواست که برای دیدن همسرش به صورت برهنه تدبیری کند. ژیگس در ابتدا نپذیرفت زیرا نمی‌خواست سبب شرم و بی‌آبرویی ملکه شود. با این وجود، کاندولا همواره اصرار به این کار داشت و ژیگس نیز چاره‌ای جز اطاعت از پادشاه خود نداشت؛ بنابراین ژیگس در اتاق خواب پادشاه پنهان شد و هنگامی که ملکه وارد اتاق شد، نظاره‌گر درآوردن لباس او شد. ژیگس در حالی که ملکه به تخت شاه می‌رفت، بی سر و صدا درحال خارج شدن از اتاق بود، اما ملکه او را دید و دریافت که ماجرا از چه قرار بوده‌است.
پس از این واقعه، ملکه در سکوت سوگند خورد که انتقام شرمساری و بی‌آبرویی خود را از پادشاه بگیرد. روز بعد، او ژیگس را به اتاق خود احضار کرد. ژیگس در ابتدا فکر کرد که این یک امر معمول است و به جهت انجام خدمتی مطابق آداب احضار شده، اما بلافاصله با دو پیشنهاد و دو گزینه شرم‌آور از سوی ملکه غافلگیر و شگفت‌زده شد. یکی از این گزینه‌های تحمیلی این بود که ژیگس کاندولا را بکشد و تاج و تخت را با نیسیا به عنوان همسرش تصرف کند. پیشنهاد دوم نیز از این قرار بود که بلافاصله توسط بندگان مورد اعتماد ملکه اعدام شود. ژیگس از ملکه درخواست کرد که از تصمیمات خود بازگردد و ماجرا را به فراموشی بسپارد اما او این کار را نکرد. سرانجام ژیگس پیشنهاد نخست را برگزید و تصمیم گرفت که پادشاه را بکشد و تاج و تخت لیدی را غصب کند، سپس با ازدواج با ملکه به حکومت خود رسمیت بخشد. قرار او با ملکه بر این شد که او باید به مانند نقشه‌ای که با پادشاه برای دیدن زیبایی ملکه کشیده بود عمل کند و در اتاق خواب پادشاه و ملکه پنهان شود، اما این بار بر علیه خود شاه و به قصد به قتل رساندن او. بدین ترتیب او در اتاق خواب سلطنتی پنهان شد و پس از اینکه پادشاه به قصد همخوابی با همسر خود وارد اتاق گردید و به خواب رفت، ژیگس با چاقویی که در دست داشت به سمت او حمله‌ور شد و او را به قتل رساند.
سپس ژیگس با ملکه نیسیا ازدواج کرد و خود را پادشاه خواند اما بسیاری از مردم او را به عنوان حاکم خود نپذیرفتند و او را غاصب تاج و تخت خواندند. ژیگس به منظور جلوگیری از جنگ داخلی و کودتا علیه خود، پیشنهاد کرد که مواضع خود توسط غیبگوی نیایشگاه دلفی تأیید یا رد شود. او موافقت کرد که اگر پیتیا نتیجه را بر علیه او اعلام کند، تاج و تخت را به هراکلیدای‌ها بازخواهد گرداند اما پیتیا از او حمایت کرد و او سلسله مرمناد را بنیانگذاری نمود. با این حال، غیبگوی نیایشگاه دلفی بیان کرد که هراکلیدای‌ها انتقام خود را از ژیگس در نسل پنجم سلسله او خواهند گرفت.